# Buchberg (Naabgebirge)
Der Buchberg kann als Hausberg der Stadt Schnaittenbach bezeichnet werden. Er ist 667 m ü. NN hoch und liegt im Naabgebirge. Er wird zusammen mit dem nahegelegenen Rotbühl als Naherholungs-, aber auch als Wintersportgebiet genutzt. Für Wanderer ist die vom Trachtenverein Ehenbachtaler bewirtschaftete Buchberghütte ein beliebter Anlaufpunkt. Hier werden auch jährlich Freilichtspiele aufgeführt und Anfang August wird hier das Buchbergfest gefeiert. Zu diesem Anlass findet auch ein Festgottesdienst an der nahegelegenen Buchbergkapelle statt. In der Adventszeit wird ein Hirtenspiel aufgeführt und 2022 fand um die Buchberghütte an den vier Adventswochenenden erstmals ein Weihnachtsmarkt mit umfangreichem Programm statt.  

## Name
Der Buchberg hat seinen Namen von dem reichen Buchenbestand, der ihn früher in seiner ganzen Ausdehnung bedeckte.

## Geographie

### Geographische Lage
Der Buchberg liegt im Gebiet der Gemeinde Schnaittenbach.

### Naturräumliche Zuordnung
Der Buchberg liegt im westlichen Naabgebirge. Das Naabgebirge ist der westlichste Ausläufer des Oberpfälzer Walds. Die naturräumlichen Haupteinheitengruppe, zu der der Buchberg gehört, ist der Oberpfälzisch-Bayerische Wald.
Die Einzelblätter 1:200.000 zum Handbuch der naturräumlichen Gliederung Deutschlands gliedern das Gebiet folgendermaßen:
- 40 Oberpfälzisch-Bayerischer Wald
  - 401 Vorderer Oberpfälzer Wald
    - 401.3 Südwestlicher Niederer Oberpfälzer Wald
      - 401.39 Naabgebirge
        - 401.392 Westliches Naabgebirge[2][3]

## Schutzgebiete
Der Buchberg liegt im gleichnamigen Landschaftsschutzgebiet, das eine Fläche von 242,58 ha umfasst. Ausgewiesen wurde das Landschaftsschutzgebiet durch eine Kreisverordnung des ehemaligen Landkreises Nabburg vom 5. Juni 1962.

## Wirtschaft und Infrastruktur

### Wintersport
Der Buchberg wird zusammen mit dem nahegelegenen Rotbühl als Wintersportgebiet genutzt. Neben dem Skilanglauf-Zentrum am Rotbühl gibt es am Buchberg auch zwei Schlepplifte. Der Skilift bei der Ortschaft Sitzambuch wurde ursprünglich von der ehemaligen Gemeinde Kemnath am Buchberg gebaut und ging dann in den Besitz der Stadt Schnaittenbach über. Der zweite Skilift liegt bei der Ortschaft Mertenberg. Dieser befindet sich in Privatbesitz.

### Gastronomie
Auf dem Buchberg befindet sich die Buchberghütte.